# ATC H01 – Hipofízis-hormonok, hipotalamusz-hormonok és analógjaik
Az ATC H01 – Hipofízis-hormonok, hipotalamusz-hormonok és analógjaik a gyógyszerek anatómiai, gyógyászati és kémiai osztályozási rendszerének (ATC) egyik alcsoportja.
| ATC H   | Szisztémás hormonkészítmények, a nemi hormonok kivételével |
| ------- | ---------------------------------------------------------- |
| ATC H01 | Hipofízis-hormonok, hipotalamusz-hormonok és analógjaik    |
| ATC H02 | Szisztémás kortikoszteroidok                               |
| ATC H03 | Pajzsmirigy-terápia                                        |
| ATC H04 | Hasnyálmirigy-hormonok                                     |
| ATC H05 | Kalcium-homeosztázis                                       |

## H01A Hypophysis elülső lebenyének hormonjai és analógjaik

### H01AAAdrenokortikotrop hormon
| ATC     | Magyar        | INN            | Gyógyszerkönyv  |
| ------- | ------------- | -------------- | --------------- |
| H01AA01 | Kortikotropin | Corticotropin  |                 |
| H01AA02 | Tetrakozaktid | Tetracosactide | Tetracosactidum |

### H01ABTirotropin
| ATC     | Magyar     | INN         | Gyógyszerkönyv |
| ------- | ---------- | ----------- | -------------- |
| H01AB01 | Tirotropin | Thyrotropin |                |

### H01ACSzomatropin és szomatropin agonisták
| ATC     | Magyar               | INN                  | Gyógyszerkönyv |
| ------- | -------------------- | -------------------- | -------------- |
| H01AC01 | Szomatropin          | Somatropin           | Somatropinum   |
| H01AC02 | Szomatrem            | Somatrem             |                |
| H01AC03 | Mekaszermin          | Mecasermin           |                |
| H01AC04 | Szermorelin          | Sermorelin           |                |
| H01AC05 | Mekaszermin rinfabát | Mecasermin rinfabate |                |
| H01AC06 | Tezamorelin          | Tesamorelin          |                |

### H01AXHypophysis elülső lebenyének egyéb hormonjai és analógjaik
| ATC     | Magyar       | INN         | Gyógyszerkönyv |
| ------- | ------------ | ----------- | -------------- |
| H01AX01 | Pegviszomant | Pegvisomant |                |

## H01B Hypophysis hátsó lebenyének hormonjai

### H01BAVazopresszin és analógjai
| ATC     | Magyar        | INN          | Gyógyszerkönyv |
| ------- | ------------- | ------------ | -------------- |
| H01BA01 | Vazopresszin  | Vasopressin  |                |
| H01BA02 | Dezmopresszin | Desmopressin | Desmopressinum |
| H01BA03 | Lipresszin    | Lypressin    |                |
| H01BA04 | Terlipresszin | Terlipressin |                |
| H01BA05 | Ornipresszin  | Ornipressin  |                |
| H01BA06 | Argipresszin  | Argipressin  |                |

### H01BBOxitocinés analógjai
| ATC     | Magyar      | INN         | Gyógyszerkönyv |
| ------- | ----------- | ----------- | -------------- |
| H01BB01 | Demoxitocin | Demoxytocin |                |
| H01BB02 | Oxitocin    | Oxytocin    | Oxytocinum     |
| H01BB03 | Karbetocin  | Carbetocin  |                |

## H01C Hypothalamus hormonok

### H01CA Gonadotropint kibocsátó hormonok
| ATC     | Magyar      | INN         | Gyógyszerkönyv      |
| ------- | ----------- | ----------- | ------------------- |
| H01CA01 | Gonadorelin | Gonadorelin | Gonadorelini acetas |
| H01CA02 | Nafarelin   | Nafarelin   |                     |

### H01CBSzomatosztatin és analógjai
| ATC     | Magyar         | INN          | Gyógyszerkönyv |
| ------- | -------------- | ------------ | -------------- |
| H01CB01 | Szomatosztatin | Somatostatin | Somatostatinum |
| H01CB02 | Oktreotid      | Octreotide   |                |
| H01CB03 | Lanreotid      | Lanreotide   |                |
| H01CB04 | Vapreotid      | Vapreotide   |                |
| H01CB05 | Pazireotid     | Pasireotide  |                |

### H01CCGonadotropin-kibocsátást gátló hormonok
| ATC     | Magyar     | INN        | Gyógyszerkönyv |
| ------- | ---------- | ---------- | -------------- |
| H01CC01 | Ganirelix  | Ganirelix  |                |
| H01CC02 | Cetrorelix | Cetrorelix |                |